# Richard E. Grant
Pour le paléontologue américain, voir Richard E. Grant (paléontologue).
Pour les articles homonymes, voir Grant.
Richard Grant Esterhuysen, dit Richard E. Grant [ˈɹɪtʃəd iː ɡɹɑːnt], est un acteur britannique, né le 5 mai 1957 de parents sud-africains à Mbabane (Eswatini, alors protectorat britannique). Installé au Royaume-Uni depuis 1982, il possède la double nationalité britannique et eswatinienne.

## Biographie
Révélé en 1987 par le film Withnail et moi, de Bruce Robinson, il a depuis poursuivi une carrière au cinéma et à la télévision, au Royaume-Uni et aux États-Unis. En 2005, il est passé à la réalisation avec le film Wah-Wah, dont il est également le scénariste.

### Jeunesse
Grant, né sous le nom de Richard Grant Esterhuysen est le fils de Leonne et Henrik Esterhuysen. Son père Henrik était responsable de l'éducation pour l'administration gouvernementale britannique dans le protectorat britannique du Swaziland. Il a une ascendance anglaise , hollandaise/ afrikaner et allemande,,. Il a un frère cadet, Stuart, un comptable à Johannesburg, dont il est éloigné et pour lequel Grant a déclaré qu'ils n'ont jamais eu de relation,

### Scolarité
En tant que garçon, Grant est élève à l'école Saint-Marc, un établissement public local intégré sur le plan racial. A l'âge de dix ans Richard E. Grant est témoin de l'adultère commis par sa mère, avec le meilleur ami de son père, ce qui conduit au divorce de ses parents. Cet événement incite Grant à tenir un journal quotidien, qu'il continue depuis.
Grant fréquente l'école secondaire Waterford-Kamhlaba, une école indépendante près de Mbabane. En mai 1976, il est admis à l'Université du Cap pour étudier l'anglais et le théâtre.
Grant a été membre de la Space Theatre, avant de déménager à Londres en 1982. Il prend son nom d'artiste en déménageant en Grande-Bretagne en 1982. A l'âge adulte, il adhère au syndicat des industries des arts de la scène et du divertissement. Equity, anciennement British Actors' Equity Association.

## Filmographie

### Comme acteur

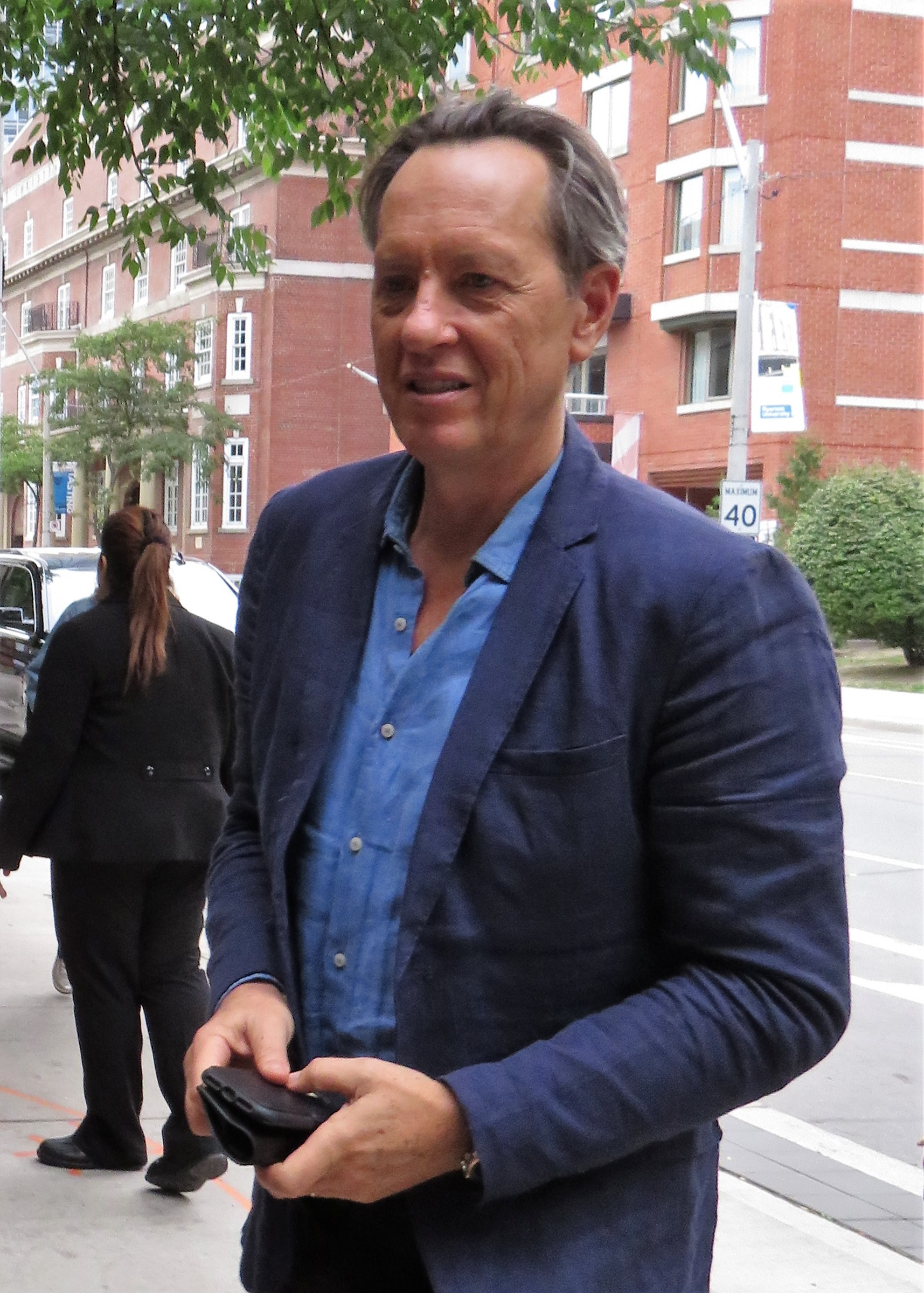
Grant à la première du film Les Faussaires de Manhattan, en 2018

#### Cinéma
- 1987 : Withnail et moi (Withnail and I) de Bruce Robinson : Withnail
- 1988 : Hidden City : Brewster
- 1989 : Killing Dad or How to Love Your Mother : Ali Berg
- 1989 : Tête à tête (How to Get Ahead in Advertising) de Bruce Robinson : Denis Dimbleby Bagley
- 1989 : Warlock de Steve Miner : Giles Redferne
- 1990 : Aux sources du Nil (Mountains of the Moon) : Larry Oliphant
- 1990 : Henry et June (Henry & June) : Hugo Guiler
- 1991 : L.A. Story : Roland Mackey
- 1991 : Hudson Hawk, gentleman et cambrioleur (Hudson Hawk) : Darwin Mayflower
- 1992 : The Player : Tom Oakley
- 1992 : Dracula : Dr. Jack Seward
- 1993 : Franz Kafka's It's a Wonderful Life : Franz Kafka
- 1993 : Le Temps de l'innocence (The Age of Innocence) : Larry Lefferts
- 1994 : Calliope : le producteur
- 1994 : Prêt-à-porter : Cort Romney
- 1995 : Jack et Sarah (Jack & Sarah) : Jack
- 1996 : The Cold Light of Day : Viktor Marek
- 1996 : La Nuit des rois (Twelfth Night: Or What You Will) : Sir Andrew Aguecheek
- 1996 : Portrait de femme (The Portrait of a Lady) : Lord Warburton
- 1997 : Le Baiser du serpent (The Serpent's Kiss) : James Fitzmaurice
- 1997 : Keep the Aspidistra Flying : Gordon Comstock
- 1997 : Food of Love : Alex Salmon
- 1997 : Spice World, le film (Spice World) : Clifford
- 1998 : Cash in Hand : Sir Harry Parkins
- 1998 : St. Ives : Major Farquhar Chevening
- 1999 : Le Match du siècle (The Match) : Gorgeous Gus
- 2000 : Il était une fois Jésus (The Miracle Maker) : Jean le Baptiste (voix)
- 2000 : Le Petit Vampire (The Little Vampire) : Frederick Sackville-Bagg
- 2001 : Hildegarde : Wolf
- 2001 : Gosford Park : George
- 2003 : Monsieur N. : Hudson Lowe
- 2003 : Bright Young Things : père Rothschild
- 2004 : Tooth : Jarvis Jarvis
- 2004 : The Story of an African Farm (Bustin' Bonaparte) : Bonaparte Blenkins
- 2005 : Les Noces funèbres (Corpse Bride) : Barkis Bittern (voix)
- 2005 : Colour Me Kubrick : Jasper
- 2006 : Garfield 2 : Preston (voix)
- 2006 : Penelope : Franklin Wilhern
- 2008 : Obscénité et Vertu
- 2009 : Love Hurts
- 2011 : La Dame de fer : Michael Heseltine
- 2013 : Il était temps (About Time) de Richard Curtis : un avocat (scène théâtre)
- 2014 : Queen and Country de John Boorman : le maire Cross
- 2014 : Dom Hemingway de Richard Shepard : Dickie Black
- 2016 : Jackie de Pablo Larraín : Bill Walton
- 2016 : Their Finest de Lone Scherfig : Roger Swain
- 2017 : Logan de James Mangold : Docteur Zander Rice
- 2017 : Hitman and Bodyguard de Patrick Hugues : Seifert
- 2018 : Casse-Noisette et les Quatre Royaumes (The Nutcracker and the Four Realms) de Lasse Hallström et Joe Johnston : Shiver, le roi du Royaume des Flocons de Neiges
- 2019 : Les Faussaires de Manhattan : Jack Hock
- 2019 : Star Wars, épisode IX : L'Ascension de Skywalker (Star Wars: Episode IX – The Rise of Skywalker) de J. J. Abrams : Général allégeant Pryde
- 2021 : Tout le monde parle de Jamie (Everybody's Talking About Jamie") de Jonathan Butterell : Hugo Battersby/"Loco Channel"
- 2021 : Hitman and Bodyguard 2 (The Hitman's Wife's Bodyguard) de Patrick Hughes : Seifert
- 2022 : Persuasion de Carrie Cracknell : Sir Walter Elliot
- 2023 : Saltburn de Emerald Fennell : Sir James
- 2025 : The Thursday Murder Club de Chris Columbus
- 2025 : Death of a Unicorn d'Alex Scharfman
- 2025 : Nuremberg de James Vanderbilt

#### Télévision

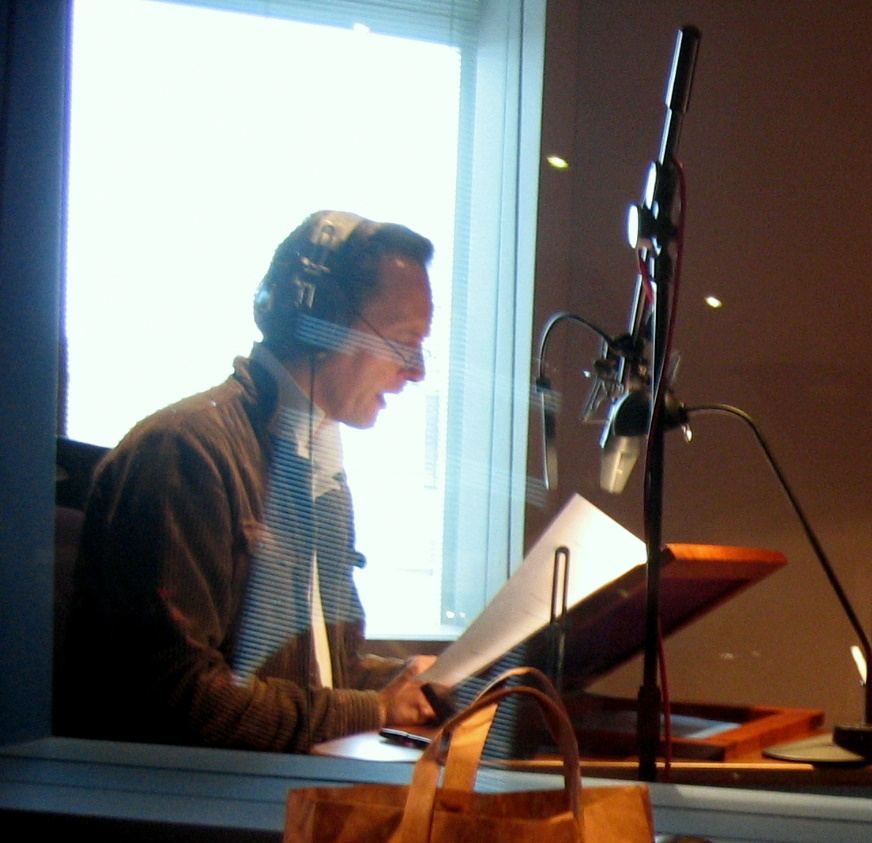
Richard E. Grant lisant un texte dans un studio de radio londonien, en 2007.

- 1985 : Honest, Decent & True (téléfilm) : Moonee Livingstone
- 1987 : Lizzie's Pictures (feuilleton télévisé) : Vernon
- 1988 : Codename: Kyril (téléfilm) : Sculby
- 1991 : Pallas (série télévisée) : narrateur
- 1993 : Suddenly, Last Summer (téléfilm) : George Holly
- 1993 : The Legends of Treasure Island (série télévisée) (voix)
- 1994 : Butter (téléfilm)
- 1994 : Hard Times (téléfilm) : James Harthouse
- 1995 : Bed (téléfilm) : Nurse / Bedhead
- 1996 : A Royal Scandal (en) (téléfilm) : George, prince of Wales
- 1996 : Cold Lazarus (feuilleton télévisé) : Nick Balmer
- 1996 : Karaoké (feuilleton télévisé) : Nick Balmer
- 1997 : Capitaine Star (série télévisée) : Captain Jim Star (voix)
- 1999 : The Scarlet Pimpernel (en) (feuilleton télévisé) : Sir Percy Blakeney / The Scarlet Pimpernel
- 1999 : Trial & Retribution III (téléfilm) : Stephen Warrington
- 1999 : The Scarlet Pimpernel Meets Madame Guillotine (téléfilm) : Sir Percy Blakeney
- 1999 : The Scarlet Pimpernel and the Kidnapped King (téléfilm) : Sir Percy Blakeney
- 1999 : La Nuit des fantômes (A Christmas Carol) (téléfilm) : Bob Cratchit
- 1999 : Doctor Who and the Curse of Fatal Death (téléfilm) : The (Quite Handsome) 10th Doctor
- 1999 : Home Farm Twins (série télévisée) : Paul Baker (2005[Quoi ?])
- 2002 : Sherlock : la marque du diable (Case of Evil) (téléfilm) : Mycroft
- 2002 : Le Chien des Baskerville (téléfilm) : Jack Stapleton
- 2003 : Scream of the Shalka (feuilleton télévisé) : Le Docteur Shalka (voix)
- 2005 : Patrick Hamilton: Words, Whisky and Women (téléfilm) : narrateur (voix)
- 2011 : Un cadeau inattendu (Foster) (téléfilm) : M. Potts
- 2012 : The Fear (téléfilm) : Seb Whiting
- 2012 : Doctor Who, épisode La Dame de glace : Dr Simeon
- 2013 : Doctor Who, épisode Enfermés dans la toile : La Grande Intelligence
- 2013 : Doctor Who, épisode Le Nom du Docteur : La Grande Intelligence
- 2014 : Downton Abbey, saison 5 : Simon Bricker
- 2015 : Game of Thrones, saison 6 : l'acteur de la troupe qui interprète Tywin Lannister
- 2015 : Jekyll and Hyde : Sir Roger Bulstrode
- 2019 : Les Désastreuses Aventures des orphelins Baudelaire (série télévisée) : l'homme avec une barbe mais pas de cheveux
- 2020 : Les Envoyés d'Ailleurs : Octavio Colman (narrateur)
- 2021 : Loki : Loki Classique (épisodes 4 et 5)
- 2024 : Doctor Who, épisode Rogue : le docteur Shalka (caméo)
- 2024 : Nautilus Saison 1 Épisode 3 : Le raja blanc

#### Jeu vidéo
- 2020 : Sackboy: A Big Adventure : Vex

### Comme réalisateur et scénariste
- 2005 : Wah-Wah

## Voix francophones
En France
| - Gabriel Le Doze dans : - Les Noces funèbres (voix) - Casse-Noisette, l'histoire jamais racontée - Dig (série télévisée) - Les Envoyés d'ailleurs (série télévisée) - Loki (série télévisée) - Bernard Alane dans : - La Nuit des rois - Khumba (voix) - Tout le monde parle de Jamie - Nautilus (série télévisée) - Guy Chapellier dans : - Los Angeles Story - Dracula - St. Ives - Pierre-François Pistorio dans : - Le Temps de l'innocence - Girls (série télévisée) - Les Faussaires de Manhattan - Éric Legrand dans : - La Dame de fer - Logan - Saltburn | - Gérard Darier dans : - Hitman and Bodyguard - Hitman and Bodyguard 2 - Argylle Et aussi - Daniel Beretta dans Warlock - Jean-Pierre Leroux dans Hudson Hawk, gentleman et cambrioleur - Jean-Philippe Puymartin dans The Player - Jacques Bonnaffé dans Prêt-à-porter - Loïc Houdré dans Horrible Henry (en) - Hervé Jolly dans Game of Thrones (série télévisée) - Frédéric Cerdal dans Downton Abbey (série télévisée) - Jean-Louis Faure dans Casse-Noisette et les Quatre Royaumes - Fabien Jacquelin dans Star Wars, épisode IX : L'Ascension de Skywalker - Nicolas Marié dans Persuasion |

Sources : RS Doublage et AlloDoublage